# Skylar Grey
Holly Brook Hafermann (n. 23 februarie 1986, Mazomanie, Wisconsin), cunoscută mai mult după numele de scenă Skylar Grey, este o cântăreață, cantautoare și multi-instrumentistă americană. Inițial ea a semnat un album cu Machine Shop Recordings, sub numele Holly Brook, unde și-a lansat albumul de debut Like Blood Like Honey (2006). În 2010, ea a colaborat la scrierea celor trei versiuni ale hitului lui Eminem și Rihanna "Love the Way You Lie".

## Discografie

### Albume
- Like Blood Like Honey (2006)
- Don't Look Down (2013)

### EP-uri
- Holly Brook EP (2006)
- O'Dark:Thirty EP (2010)
- The Burried Session of Skylar Grey (2012)

### Single-uri
■
Coming Home (Sean Combs feat. Skylar Grey)
- Dance Without You (2011)
- Invisible (2011)
- C'Mon Let Me Ride (feat. Eminem) (2012)
- Words (2012)
- Final Warning (2013)
- Wear Me Out (2013)